# Capellades
Capellades ist eine kleine katalanische Industriestadt in der
Provinz Barcelona im Nordosten Spaniens. Sie liegt in der Comarca Anoia am Fluss Anoia.
In der Stadt befindet sich die archäologische Fundstätte  Abric Romaní, bekannt durch Funde von vor zirka 55.000 Jahren von Neandertalern bearbeiteten Holzstücken, welche einen Einblick in die Art und Weise gestatten, wie die Neandertaler Holz bearbeiteten.
Das Papiermühlenmuseum dokumentiert die Geschichte vorindustrieller Papierherstellung in Capellades. Bis auf den heutigen Tag wird in der ehemaligen Papiermühle noch Papier mit den gleichen alten Werkzeugen und Verfahren aus der Zeit vor der Industrialisierung hergestellt. Der Keller der Mühle beherbergt eine Ausstellung über die Herstellung von Papier, einen bedeutenden Bestand an Maschinen, Gerätschaften und Dokumenten sowie ein Studienzentrum über Papier und Papiermühlen in Katalonien.